# Ellange
Ellange (en luxemburguès: Elleng ; en alemany: Ellingen) és una vila de la comuna de Mondorf-les-Bains situada al districte de Grevenmacher del cantó de Remich. Està a uns 16 km de distància de la ciutat de Luxemburg.